# Лапідус Ілля Йосипович
Ілля Йосипович Лапідус — радянський футбольний тренер.

## Тренерська кар'єра
На початку серпня 1939 року він очолив одеське «Динамо», яке тренував до кінця року. Він оновив склад кількома молодими футболістами, серед яких опинилась і майбутня зірка радянського хокею Анатолій Тарасов, але в футболі зробити ім'я він так і не зміг. Оновлена команда провела за літню паузу чемпіонату не тільки чистку рядів особистого і командного складу, а й контрольний матч зі збірною міста (5:1). А коли у серпні «динамівці» прибули в Москву на календарний матч з «Металургом», їх ніхто там не чекав, оскільки було винесено рішення про виключення одеської команди з розіграшу першості країни. Пізніше за наполяганням Всесоюзного комітету фізкультури одесити в розіграші залишилися. Але під керівництвом Лапідуса «Динамо» так і не піднялося з останнього місця і залишило групу найсильніших. Після цього на початку 1940 року динамівська команда Одеси була розформована наказом Центральної ради спортивного товариства і команда об'єдналася з іншого одеською командою — «Харчовик».
Він також працював тренером з тенісу.